# Edmund Casimir Szoka
Edmund Casimir Szoka (1927–2014) là một Hồng y người Hoa Kỳ của Giáo hội Công giáo Rôma. Ông từng đảm nhận vai trò Hồng y Đẳng Linh mục Nhà thờ Ss. Andrea e Gregorio al Monte Celio và Chủ tịch Ủy ban Giáo hoàng về Thành quốc Vatican trong 9 năm, từ năm 1997 đến năm 2006 và Chủ tịch Phủ Thống đốc Thành quốc Vatican, từ năm 2001 đến ngày 2006.
Vốn có xuất phát điểm là giáo sĩ trong vai trò lãnh đạo giáo hội địa phương, ông từng đảm trách nhiều vai trò khác nhau tại Hoa Kỳ trước khi tiến đến trở thành Chủ tịch Ủy ban Giáo hoàng về Thành quốc Vatican, kiêm Chủ tịch Phủ Thống đốc Thành quốc Vatican như: giám mục chính tòa Giáo phận Gaylord (1976–1981), Tổng giám mục đô thành Tổng giáo phận Detroit (1981–1990), Chủ tịch Văn phòng Kinh tế Tòa Thánh (1990–1997). Ông được vinh thăng Hồng y ngày 28 tháng 6 năm 1988, bởi Giáo hoàng Gioan Phaolô II.

## Tiểu sử
Hồng y Edmund Casimir Szoka sinh ngày 14 tháng 9 năm 1927 tại Grand Rapids, Hoa Kỳ. Sau quá trình tu học dài hạn tại các cơ sở chủng viện theo quy định của Giáo luật, ngày 5 tháng 6 năm 1954, Phó tế Szoka, 27 tuổi, tiến đến việc được truyền chức linh mục. Cử hành nghi thức truyền chức cho tân linh mục là giám mục Thomas Lawrence Noa, giám mục chính tòa Giáo phận Marquette, Michigan. Tân linh mục đồng thời cũng là thành viên linh mục đoàn Giáo phận Marquette.
Sau 17 năm thi hành các công việc mục vụ với thẩm quyền và cương vị của một linh mục, ngày 11 tháng 6 năm 1971, Tòa Thánh loan tin Giáo hoàng đã quyết định tuyển chọn linh mục Edmund Casimir Szoka, 44 tuổi, gia nhập Giám mục đoàn Công giáo Hoàn vũ, với vị trí được bổ nhiệm làgiám mục chính tòa Giáo phận Gaylord. Lễ tấn phong cho vị giám mục tân cử được tổ chức sau đó vào ngày 20 tháng 7 cùng năm, với phần nghi thức chính yếu được cử hành cách trọng thể bởi 3 giáo sĩ cấp cao, gồm chủ phong là Hồng y John Francis Dearden, Tổng giám mục đô thành Tổng giáo phận Detroit, Michigan; hai vị giáo sĩ còn lại, với vai trò phụ phong, gồm có giám mục Charles Alexander Kazimieras Salatka, giám mục chính tòa Giáo phận Marquette, Michigan và Giám mục Joseph Crescent McKinney, giám mục phụ tá Giáo phận Grand Rapids. Tân giám mục chọn cho mình khẩu hiệu: TO LIVE IN FAITH.
Sau 10 năm đảm nhiệm vai trò giám mục chính tòa Gaylord, Giám mục Szoka được Tòa Thánh thăng Tổng giám mục, qua việc bổ nhiệm giám mục này làm Tổng giám mục đô thành Tổng giáo phận Detroit. Thông báo về việc bổ nhiệm này được công bố cách rộng rãi vào ngày 28 tháng 3 năm 1981. Tân Tổng giám mục đã đến cử hành các nghi thức nhận giáo phận sau đó vào ngày 17 tháng 5 cùng năm.
Bằng việc tổ chức công nghị Hồng y năm 1988 được cử hành chính thức vào ngày 21 tháng 2, Giáo hoàng Gioan Phaolô II đưa ra quyết định vinh thăng Tổng giám mục Edmund Casimir Szoka tước vị danh dự của Giáo hội Công giáo, Hồng y. Tân Hồng y thuộc Đẳng Hồng y Linh mục và Nhà thờ Hiệu tòa được chỉ định là Nhà thờ Ss. Andrea e Gregorio al Monte Celio.
Sau hai năm trở thành Hồng y, Hồng y Szoka được thuyên chuyển về làm việc tại Giáo triều Rôma, cụ thể ông được bổ nhiệm làm Chủ tịch Văn phòng Kinh tế Tòa Thánh. Thông báo bổ nhiệm chính thức được công bố vào ngày 28 tháng 4 năm 1990. Bảy năm sau đó, Tòa Thánh quyết định thuyên chuyển Hồng y Szoka làm Chủ tịch Ủy ban Giáo hoàng về Thành quốc Vatican,, kể từ ngày 14 tháng 10 năm 1997. Từ ngày 22 tháng 2 năm 2001, ông kiêm thêm nhiệm vụ Chủ tịch Phủ Thống đốc Thành quốc Vatican.
Ngày 15 tháng 9 năm 2006, Tòa Thánh chấp thuận đơn xin hồi hưu của ông, vì lý do tuổi tác, theo Giáo luật. Ông qua đời sau đó vào ngày 20 tháng 8 năm 2014, thọ 87 tuổi.